# Georges Berguer
Georges Berguer (* 9. September 1873 in Les Eaux-Vives bei Genf; † 13. August 1945 in Chêne-Bougeries) war ein Schweizer evangelischer Geistlicher, Theologe, Religionspsychologe und Hochschullehrer.

## Leben

### Familie
Georges Berguer war der Sohn des Politikers Ernest-Joseph-Caton Berguer, Mitglied des Genfer Grossen Rats, und dessen Ehefrau Marianne-Henriette (geb. Brett); sein Bruder war der Pfarrer Henri Berguer (1854–1937).
Er war mit Marguerite (geb. Berry) verheiratet.

### Werdegang
Georges Berguer immatrikulierte sich an der Universität Genf  zu einem Theologiestudium und setzte das Studium an der Universität Edinburgh und der Universität Straßburg fort; 1908 promovierte er mit seiner Dissertation La notion de valeur: sa nature psychique, son importance en théologie zum Dr. theol.
Nach seiner Ordination wurde er 1897 Pfarrer in Genf und war von 1898 bis 1900 Vikar in Lyon, bevor er ab 1900 Pfarrer in Le Petit-Saconnex, und ab 1910 in Genthod wurde.
Seit 1908 hielt er an der Theologischen Fakultät der Freien Evangelischen Kirche von Genf Vorlesungen über religiöse Psychologie. Ermutigt durch Théodore Flournoy und Edouard Claparède verschrieb er sich diesem Fachgebiet, beschäftigte sich mit der psychischen Gesundheit von Jesus von Nazaret und begann 1928 an der Universität Genf, ab 1930 als ordentlicher Professor zu lehren.

### Schriftstellerisches Wirken
1942 polemisierte Georges Berguer in seinem veröffentlichten Vortrag Pour le Dieu qui parle, contre ceux qui font parler leur dieu gegen Karl Barth und ist unter anderem Autor des 1946 postum publizierten Traité de psychologie de la religion.

## Schriften (Auswahl)
- L'éducation de la conscience de Pierre par Jésus de Nazareth: contribution à l'étude de la pédagogie du Christ. Genève: impr. Romet, 1896.
- Le jardin clos. Lausanne: G. Bridel, 1902.
- L'agnosticisme religieux. Lausanne: G. Bridel & Cie, 1905.
- La notion de valeur: sa nature psychique, son importance en théologie. Genève: Imprimerie Romet, 1908.
- Georges Berguer; Auguste Gampert: L'autorité religieuse et la Bible: problèmes d'éducation. Saint-Blaise: Foyer Solidariste, 1911.
- Cahiers de prédication genevoise réunis en volume. Genève: J.-H. Jeheber, 1913.
- Revue et bibliographie générales de psychologie religieuse. Février: Extrait des Archives de psychologie, 1914.
- Titres et travaux scientifiques. Genève, 1915.
- Douze méditations à propos de l'Apocalypse. Genève: H. Robert, 1916.
- Georges Berguer; William Cuendet; Charly Clerc: Les deux spiritualismes: Trois conférences. Lausanne: Impr. coopérative La Concorde, 1917.
- Quelques traits de la vie de Jésus: au point de vue psychologique et psychanalytique. Genève: Édition Atar, 1920.
- Some aspects of the life of Jesus from the psychological and psycho-analytic point of view. London: Williams, 1923.
- A propos de la Résurrection de Jésus et l'orientation du problème à l'heure actuelle: Georges Berguer. Genève: Georg & Cie, 1935.
- Un mystique protestant: Auguste Quartier-La-Tente, 1848-1936. Fragments de son Journal intime. Genève: Libr. Naville, 1937.
- Pour le Dieu qui parle, contre ceux qui font parler leur dieu: conférence. Genève: Georg, 1942.
- Problèmes de la révélation. Genève: Georg & Cie., 1942.
- Deux récits de la création et un récit du paradis perdu. Genève: Labor et fides, 1945.
- Traité de psychologie de la religion. Payot, 1946.